# Chorkor
Chorkor est un village de pêcheurs situé dans le district métropolitain d'Accra au Ghana. Il s'agit d'une banlieue très peuplée et très pauvre, au sud-ouest de la ville d'Accra.

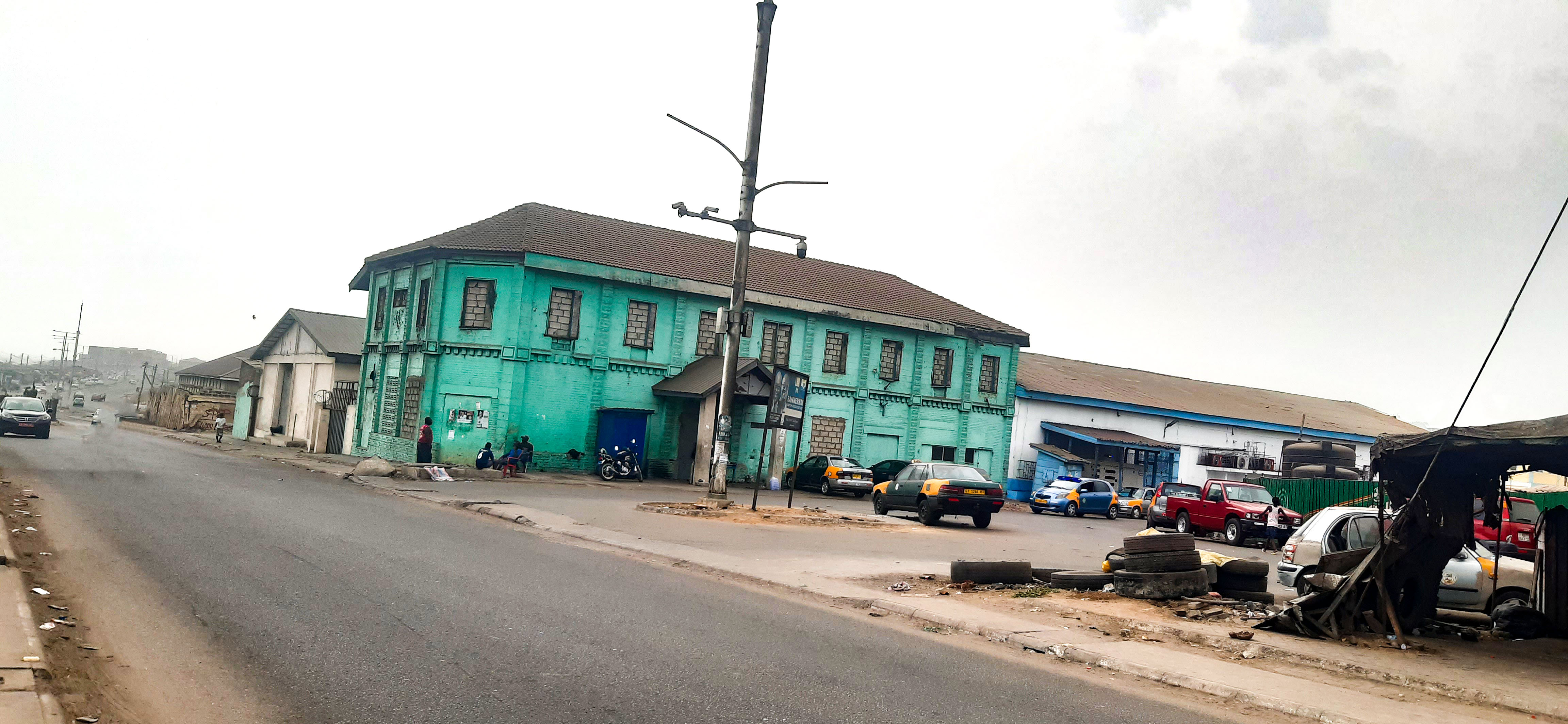
Maisons à Chorkor